# Bernd Leistner (Bühnenbildner)
Bernd Leistner (* 1943 in Schönheide, Erzgebirge) ist ein deutscher Bühnen- und Kostümbildner.

## Leben und Wirken
Leistner wuchs in Zwickau auf. Nach dem Abschluss der Mittleren Reife absolvierte er ein Praktikum am Zwickauer Theater und studierte ab 1960 an der Hochschule für Bildende Künste Dresden, wo er nach einem künstlerischen Naturstudium bei Gerhard Stengel die Fachrichtung Bühne unter Hans Reichard 1966 mit dem Diplom als Bühnen- und Kostümbildner abschloss.
Das erste Engagement führte ihn bis 1969 an das Mecklenburgische Staatstheater Schwerin, das von der Zusammenarbeit mit den Regisseuren Jochen-Robert Lang und Reinhard Schau geprägt wurde. Danach übernahm er bis 1971 die Ausstattungsleitung an den Bühnen der Stadt Zwickau und arbeitete vorwiegend mit Rainer Wenke, einem Schüler von Joachim Herz, zusammen. Nach einem Gastengagement für die Oper Ariodante anlässlich der Händel-Festspiele im Jahr 1971 am Landestheater Halle war er dort bis 1984 als Bühnen- und Kostümbildner für das Musiktheater tätig und arbeitete mit Regisseuren wie unter anderem Wolfgang Kersten, Heinz Runge und Martin Schneider zusammen. Neben vielen Ausstattungen für das Musiktheater entwarf er Bühnenbilder und Kostüme für weitere Händel-Opern, darunter Faramondo, Theseus, Radamisto, Ezio, Agrippina, Poro und Alexander.
1984 wechselte er an die Städtischen Theater Leipzig, wo er bis 1991 vorwiegend an der Oper und der Musikalischen Komödie tätig war, u. a. im Zusammenwirken mit den Regisseuren Günter Lohse, Klaus Winter, Erwin Leister, Andreas Knaup und Uwe Wand. Sein Bühnenbild zur Uraufführung des Balletts Der neue Quixote mit dem Choreografen Dietmar Seyfferth wurde 1985 beim 5. Leistungsvergleich der Ballettensembles der DDR in der 1. Kategorie ausgezeichnet.
Während des Engagement erhielt er Einladungen zu den Dresdner Musikfestspielen an die Staatsoperette Dresden und die Sächsische Staatsoper für Entwürfe zu Daphnis und Cloe, Evita, König David Bericht (DDR-Erstaufführungen) und Verdis Otello sowie 1989 an die Deutsche Staatsoper Berlin als Gesamtausstatter und Librettist für das Ballett Don Juan und Faust in Zusammenarbeit mit dem Solisten und Choreografen Peter Breuer.
Nach seiner Mitwirkung als Kostümbildner bei der Leipziger „Wende-Oper“ Jonny spielt auf wurde er ab 1991 Ausstattungsleiter des Musiktheaters Halle unter dem Intendanten Klaus Froboese. Dort gestaltete er Entwürfe für die Händel-Inszenierungen Giulio Cesare, Orlando, Flavio, Aqua Dance und FeuerWasserTanz und arbeitete mit Regisseuren wie Klaus Froboese, Roland Velte, Ralf Rossa und Gastregisseuren wie Anna Vaughan, Andrea Moses, Helga Wolf, Michael McCAffery, Robert Herzl, Karl Absenger und Peter Pawlik.
Mit der Gestaltung von zwei außergewöhnlichen Raumbühnen für Robert Kurkas Opernspektakel Der brave Soldat Schwejk im Volkspark Halle und Arthur Honeggers szenischem Oratorium Johanna auf dem Scheiterhaufen in der Marktkirche Halle beendete Leistner 2009 sein vertragliches Wirken und arbeitete fortan freischaffend. Für die Oper Partenope am Goethe-Theater Bad Lauchstädt entstand 2015 sein vierzehntes Bühnenbild für eine Händel-Inszenierung.
Gasttätigkeiten übernahm Leistner im Laufe der Zeit zudem unter anderem an den Opern des Nationaltheaters Zagreb, des Nationaltheaters Bratislava, des Nationaltheaters Prag, an der Oper Ljubljana, am Opernhaus Carracas (als Projekt), an der Oper Dublin sowie an der Oper Leipzig, am Staatstheater Kassel, am Staatstheater Schwerin, am Theater Altenburg Gera, am Stralsunder Theater, am Theater Greifswald und am Theater Eisleben.
Im Jahr 2010 wurde das Lebenswerk von Bernd Leistner als Vorlass vom Stadtarchiv Halle übernommen.

## Auszeichnungen
- 1983: Händel-Preis des Rates des Bezirkes Halle[2]

## Ausstellungen (Auswahl)
- 1971: Ariodante – Entwürfe – Hessisches Staatstheater Wiesbaden
- 1997: Händelzeit Absichten & Ansichten – Galerie Talstraße Halle
- 2004: Atelier und Szene – Zeitkunstgalerie Halle
- 2007: Beschwingte Szene – Steintorvariete Halle
- 2009: Händelausstellung – Oper Halle
- 2010: Bühnenwelten – Galerie des Kunstvereins in der Oper Halle
- 2010: Orlando – Sonderausstellung im Händelhaus Halle
- 2011: Lachen und Weinen – Neues Theater Halle
- 2013: Bühne archiviert – Stadtarchiv Halle[3]
- 2014: Assemblagen & Szenische Impressionen – Konzerthalle Ulrichskirche Halle
- 2018: Meine Zeit mit Händel – Stadtarchiv Halle
- 2019: Musik braucht Räume – Bühnenbilder von Händel bis Mozart – Historische Kuranlagen Bad Lauchstädt
- 2022: Legende trifft Gegenwart – Bühnen (+) Bilder. Arbeiten des Händelpreisträgers Bernd Leistner. Oper Halle[4]

## Publikationen
- Christina Seidel, Bernd Leistner (Illustrationen): Wie die Trampeltiere entstanden. Dorise-Verlag Erfurt, 2018, ISBN 978-3-946219-29-3.

## Literatur

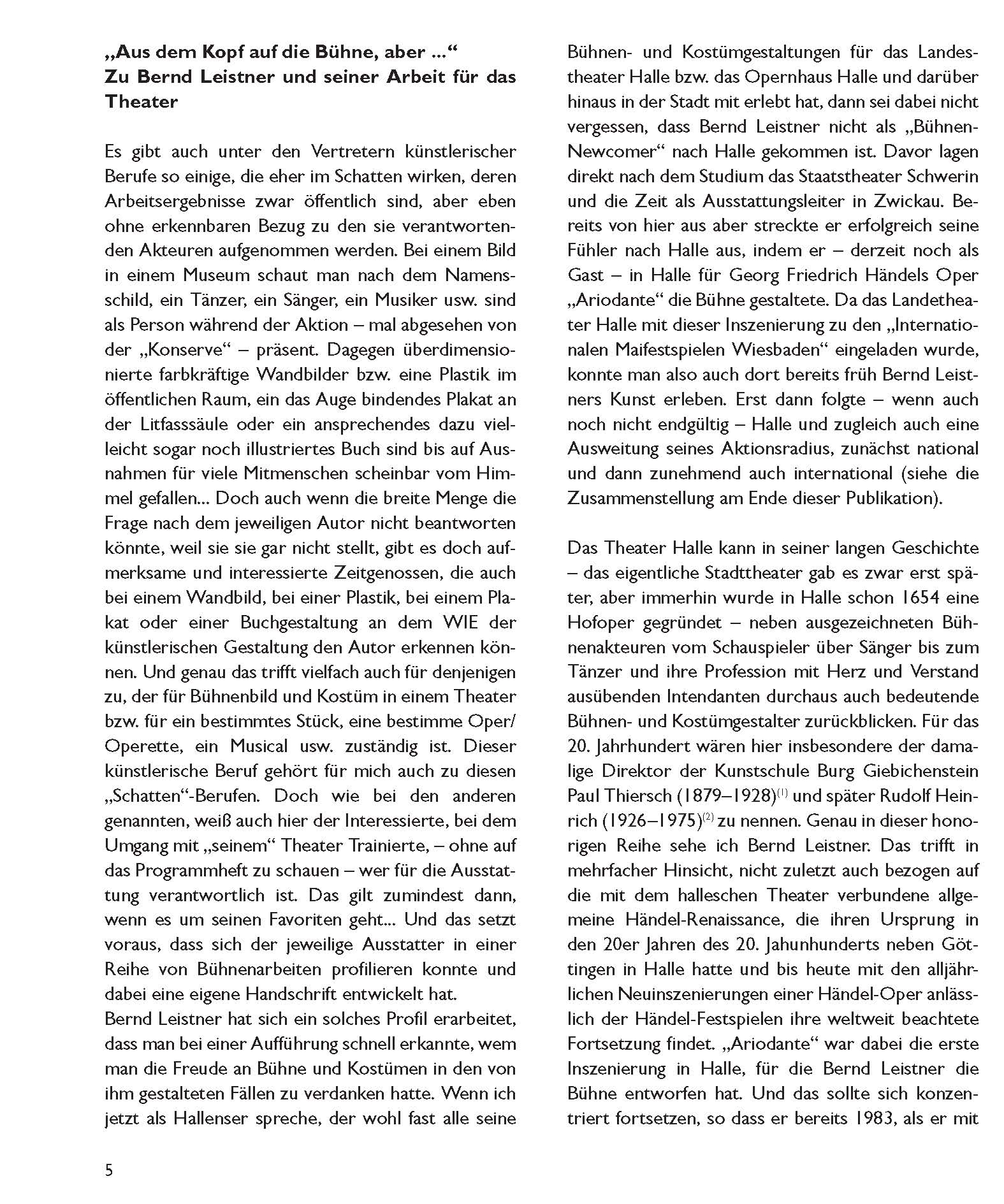
Hans-Georg Sehrt: Zu Bernd Leistner und seiner Arbeit für das Theater